# Badr Hari
Badr Hari (Amsterdam, 8 december 1984) is een Marokkaans-Nederlands professioneel kickbokser. Hij is een voormalig K-1 Heavyweight World Champion (2007-2008), It's Showtime Heavyweight World Champion (2009-2010) en K-1 World Grand Prix 2008 en 2009 Finalist. Hari komt in de ring uit voor Marokko.

## Biografie
Hari werd geboren op 8 december 1984 in Amsterdam en volbracht zijn jeugd in de Indische Buurt in Oost. Hij groeide op in een Marokkaans gezin met beide ouders, twee zussen en een broertje. Zijn middelbareschoolcarrière begon hij op het Amsterdams Lyceum.
Hij kreeg in 2011 een relatie met de Nederlands-Italiaanse Daphne Romani. Deze raakte kort daarna zwanger en beviel in mei 2012 van een meisje. Op dat moment had Hari een relatie gekregen met Estelle Cruijff. Na de breuk met Estelle in 2014 kregen Hari en Romani opnieuw een relatie; het koppel trouwde in 2016 en heeft in totaal vijf kinderen (vier dochters en een zoon). In 2023 kreeg Badr een relatie met de kinderoppas, Eefje Plet. Daphne tolereerde dit geruime tijd maar in 2024 kwam het toch tot een scheiding. Die scheiding ging gepaard met signalen over huiselijk geweld, intimidatie, fysieke en mentale mishandelingen van Daphne door Hari. In februari 2025 werd Hari gearresteerd op verdenking van mishandeling van Daphne. 

Hari woont sinds de scheiding afwisselend in Amsterdam en Marokko, waar hij een sportschool runt in Casablanca.

## Carrière

### Begin
Op zevenjarige leeftijd werd de kleine Hari door zijn vader naar de sportschool gebracht om zo zichzelf te kunnen verdedigen op straat. Al snel ontpopte Hari zich tot een groot talent en won vrijwel al zijn jeugdpartijen. Op zijn vijftiende begon hij te trainen bij de grote Chakuriku Gym, onder leiding van Thom Harinck.
Op 18-jarige leeftijd had de Amsterdammer al een indrukwekkende staat van dienst opgebouwd van vijftig amateurgevechten, waarvan hij er negenenveertig winnend af wist te sluiten. Een jaar later vocht de jonge Hari in de Amsterdam ArenA voor een vol publiek een uitvalpartij tegen de Witrus Alexey Ignashov. Het gevecht kwam tot stand nadat Melvin Manhoef zich een week voor het gevecht terugtrok. De zeven jaar jongere, en ruim twintig kilo lichtere Hari nam de partij aan. Hij verloor die in de laatste seconden na een geplaatste stoot op het lichaam. 
In 2005 verruilde hij Chakuriki Gym voor Mike's Gym van Mike Passenier.

### Road to K-1
Met de vergaarde binnenlandse naamsbekendheid vocht Hari in 2005 onder het It's Showtime van promoter Simon Rutz tegen de ervaren Duitser Stefan Leko. De voorbereiding voor het bestond uit veel “trash talk” van beide kanten. Ook de extreem lange entree van Hari voor het gevecht staat bij velen nog goed op het netvlies. Hari begon het gevecht agressief, maar ging even later neer na een draaitrap van de Duitser.
Een aantal maanden later werd Hari door de grote K-1 uit Japan uitgenodigd voor een revanche tegen diezelfde Leko. Hari won de partij met een spectaculaire hoge draaitrap op de kaak van Leko. Na deze overwinning werd Hari in één klap een populaire naam in Japan.

### K-1 New Zealand 2006
In 2006 vecht de nog maar 21-jarige Hari tegen de Australiër Peter Graham. In aanloop naar het gevecht ontstond er een opstootje op de persconferentie, nadat ze elkaar al heel de avond belachelijk hadden gemaakt. 
De partij ging van start en Hari domineerde alle drie de rondes, maar ging in de laatste seconden van het gevecht hard knock-out door Graham's “Rolling Thunder”. Hari brak zijn kaak op meerdere plekken en was een aantal maanden uitgeschakeld.

### Terugkeer bij de K-1
Op 30 september 2006 keerde Hari terug, ditmaal voor de kwalificatie voor de K-1 Grand prix 2006 Tokyo. Hij nam het op tegen Ruslan Karaev. Al vroeg in de eerste ronde gleed Hari uit en kreeg vervolgens een illegale trap op zijn gezicht. Hari bleef naar eigen zeggen liggen in de hoop dat de scheidsrechter zijn tegenstander zou diskwalificeren, maar in plaats van een diskwalificatie werd Hari uitgeteld en verloor de partij. Na deze beslissing ontplofte Hari van woede en sloeg onderweg naar de kleedkamer allerlei voorwerpen kapot. 
Ondanks de controversiële nederlaag vocht de Marokkaan een aantal maanden later toch op de K-1 Grand prix 2006 Tokyo. Hier versloeg hij de Australische Pool Paul Slowinski in een reservepartij. Een aantal weken later vocht hij de Deen Nicholas Pettas op K-1 Premium 2006 Dynamite!!. Hij won op TKO en brak in de tweede ronde de arm van zijn tegenstander door meerdere harde trappen. 
In 2007, vijf maanden na het dubieuze verlies tegen Karaev, stond er een revanche gepland. Karaev sloeg Hari in de tweede ronde neer, maar Hari stond op en sloeg vervolgens Karaev met zijn eerstvolgende stoot knock-out. Het publiek ging uit zijn dak en Hari voedde nog meer zijn imago als meest spectaculaire vechter van de K-1. Kickbokslegende Ernesto Hoost, die het gevecht van commentaar voorzag, prees Hari met zijn commentaar “This one is the greatest”. 

### K-1 Heavyweight Champion
Hari versloeg op 28 april 2007 Yusuke Fujimoto tijdens het K-1 Heavyweight Wereldkampioen-titelgevecht in Hawaï. Hari begon de partij voortvarend met een paar lage trappen. Vervolgens kreeg Fujimoto na een linkerstoot acht tellen te verwerken. Later probeerde Fujimoto Hari met stoten vast te zetten in de touwen. Het antwoord van Hari hierop was een knie op het lichaam, een rechterstoot en een hoge trap op de kaak waardoor Fujimoto knock-out ging.
Met deze overwinning werd Hari de jongste K-1 Heavyweight-wereldkampioen.
Hierna versloeg hij oude bekende Peter Graham in een rematch, en sloeg hij in het laatste 16- / kwalificatiegevecht voor de K-1 World GP 2007 Doug Viney in de tweede ronde knock-out. Later dat jaar stond hij in de kwartfinale tegenover toendertijd tweemaal K-1 Grand Prix winnaar Remy Bonjasky. Hari vocht een sterke partij, maar verloor na een dubieuze beslissing van de jury. In een documentaire die 2014 werd uitgezonden verklaarde Hari en zijn coach Mike Passenier dat de stroeve onderhandelingen met de K-1 over een nieuw contract meewogen in de beslissing van de jury. 

### 2008
Alle overwinningen van Hari in 2008 waren knock-outs. Zo sloeg hij veteraan Ray Sefo in de eerste ronde knock-out en deed hij daarna hetzelfde tegen de Braziliaan Glaube Feitosa, tegen wie hij zijn titel verdedigde. Daarnaast moest ook de Kroaat Domagoj Ostojic er na 10 seconden aan geloven. In zijn volgende gevecht vocht hij tegen de 218 cm lange Zuid-Koreaan Choi Hong-man voor de kwalificatie van de K-1 World Grand Prix 2008 Final. Ook dit gevecht werd gewonnen door middel van een TKO.

### K-1 World Grand Prix 2008 Final
Na van K-1 legende Peter Aerts en Errol Zimmerman te hebben gewonnen (beide op knock-out), plaatste Hari zich voor de finale, waarin hij uitkwam tegen Remy Bonjasky. Halverwege de eerste ronde gaf Bonjasky een stoot op Hari's kin. Als gevolg daarvan viel hij in de touwen en een trap van Bonjasky scheerde rakelings langs Hari's hoofd. Hij kreeg een down te verwerken. In de tweede ronde ging Hari vol in de avond en deelde rake stoten uit. Vervolgens gaf Bonjasky een trap, waarna Hari zijn been greep en Bonjasky op de grond viel. Direct daarna gaf Hari de op de grond liggende Bonjasky een paar stoten. Terwijl de scheidsrechter hem wegduwde, gaf hij nog een trap op de handschoenen die het hoofd van Bonjasky bedekte. Voor dit onsportieve vergrijp kreeg Hari direct een gele kaart. Vervolgens ontfermde de ringdokter zich over de aangeslagen Bonjasky en werd een herstelpauze van vijf minuten ingelast. Na deze onderbreking gaf Bonjasky aan nog steeds dubbel te zien. Daarop diskwalificeerde de scheidsrechter Hari met een rode kaart. Als gevolg hiervan werd Bonjasky voor de derde maal gekroond tot K-1 Superheavyweight-kampioen.

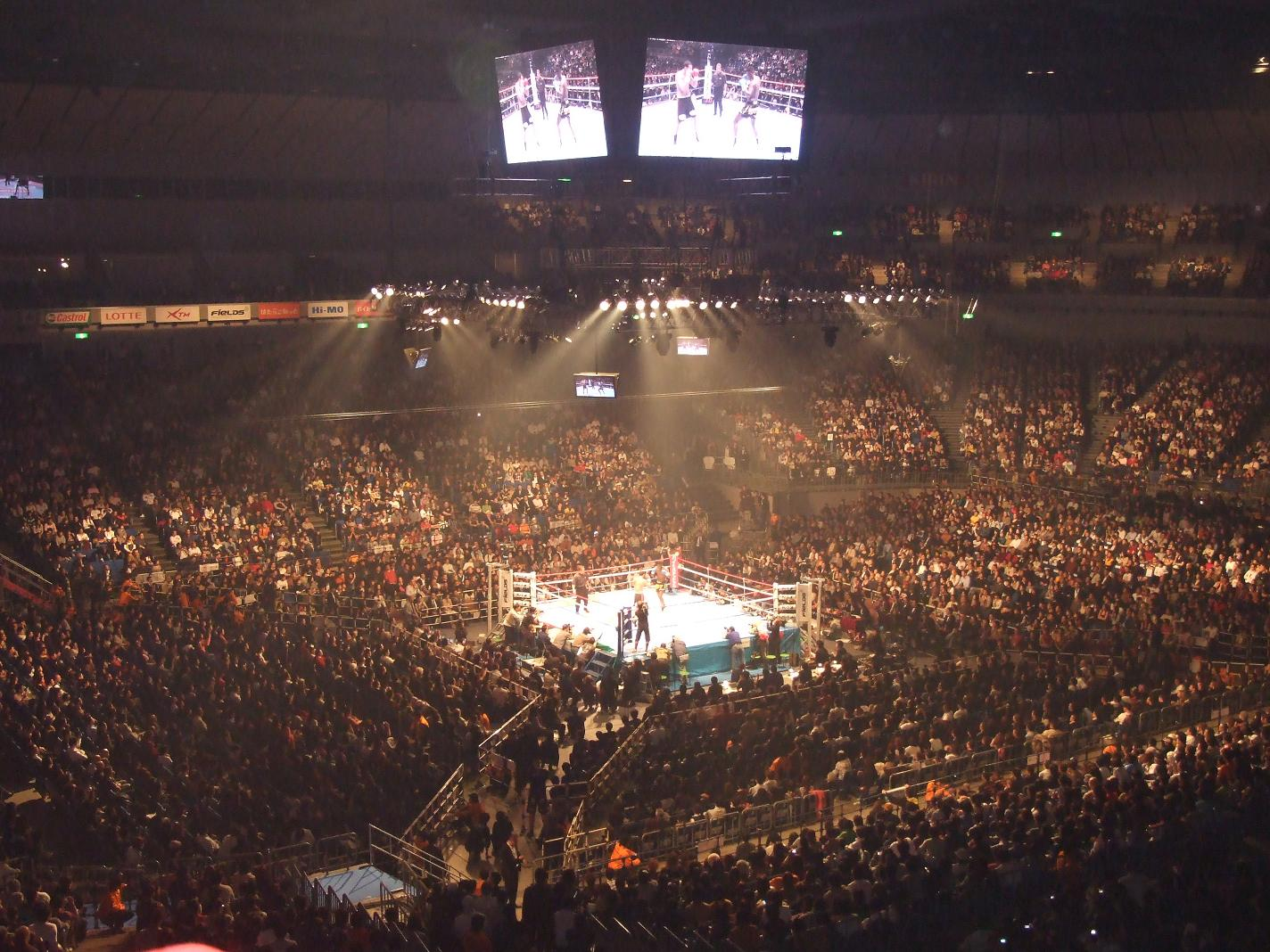
K-1 World Grand Prix Final tegen Bonjasky

Als consequentie van de diskwalificatie verloor Hari zijn kampioenstitel heavyweight (tot 100 kilo) en de daarbij behorende kampioensgordel inleveren. De reden is dat tijdens de uitreiking van die titel er een overeenkomst ondertekend wordt waarin de kampioen zich conformeert aan bepalingen rondom K-1-normen en -waarden over sportiviteit.

### Dynamite!!2008
Als goedmaker voor zijn misgedraging ging Hari in op het aanbod van de K-1. Zo vocht Hari twee weken later op Dynamite!! 2008 tegen toenmalig MMA-kampioen Alistair Overeem. Hari, die zijn tegenstander onderschatte en hem in aanloop naar het gevecht “geen echte kickbokser” noemde, ging in de eerste ronde tegen alle verwachtingen knock-out.

### It’s Showtime2009
In 2009 keerde Hari terug naar zijn geboortestad Amsterdam om het voor de It's Showtime Heavyweight World Championship op te nemen tegen kickbokslegende Semmy Schilt. Op het vorige It’s Showtime evenement drie maanden hiervoor, sloeg hij al Frédèric Sinsitra in 1 ronde knock-out. Op 16 mei in een volgepakte Amsterdam ArenA zag het publiek hoe Hari in een beladen duel Schilt in 45 seconden knock-out sloeg en bekroond werd als de nieuwe It’s Showtime World Champion.

### K-1 World Grand Prix 2009
In september 2009 stond het gevecht tegen Zabit Samedov gepland. De winnaar van dit gevecht stroomde door naar de eindronde van de Grand Prix later dat jaar. Hari won de partij op knock-out na een rechter directe op het lichaam van Samedov.
Hari lootte in de kwartfinale van de Grand Prix Ruslan Karaev. Dit was al de derde keer dat beide vechters tegenover elkaar stonden. De partij werd binnen een minuut met een TKO voor Badr Hari beslist. In de halve finale was de tegenstander Allistair Overeem. Het gevecht kreeg de volle aandacht omdat beide vechters een jaar ervoor ook al tegenover elkaar stonden. Ook beloofde Hari op de persconferentie Overeem in één ronde knock-out te slaan mochten ze elkaar tegenkomen in de halve finale. Hari kwam zijn gedurfde uitspraak na en won die partij met TKO in de eerste ronde. In de finale stond hij tegenover Semmy Schilt, wie hij een half jaar eerder al voor de wereldtitel in de eerste ronde knock-out sloeg. Schilt versloeg Hari dit keer en kroonde zichzelf tot viermalig K-1 World Grand Prix Champion

### 2010
Het nieuwe jaar begon voor Hari met het verdedigen van zijn titel. Hij stond op It’s Showtime 2010 Prague tegenover Mourad Bouzidi en sloeg de Haagse Tunesiër in de tweede ronde hard knock-out. In april vocht hij weer voor de K-1 en versloeg Alexey Ignashov op punten. Dit werd de eerste overwinning van Hari die hij niet op knock-out wist te winnen in drie jaar.
Een maand later zou Hari weer zijn It’s Showtime titel verdedigen. Volgens Hari zou Bonjasky zijn tegenstander worden, maar was hij bang om te verliezen. Zijn opponent werd uiteindelijk Hesdy Gerges. Gerges kwam uit voor Chakuriki Gym, Hari’s voormalige sportschool. In een kolkende Amsterdam ArenA zag men dat Hari geen partij had aan Gerges, maar ondanks Hari’s harde stoten wist Gerges wel overeind te blijven staan. In de tweede ronde ging Gerges neer waarop Hari vervolgens hem vol in het gezicht trapte. Zo werd Badr voor de tweede keer in zijn carrière gediskwalificeerd en verloor zijn titel aan Gerges.

### 2011-2012
Na voor de tweede keer in zijn carrière gediskwalificeerd te worden, besloot Hari een jaar niet te vechten. In mei 2011 maakte hij zijn langverwachte rentree. Op It’s Showtime 2011 Lyon versloeg hij met gemak de Fransman Gregory Tony. Hari sloeg Tony in de eerste ronde drie keer neer en won op TKO.
In de loop van het jaar werd bekend dat Hari een voor een andere carrière had gekozen: de voormalig wereldkampioen zou Nederland achter zich gaan laten voor de Verenigde staten om zich zo te gaan richten op het boksen. Hij vocht in 2012 op It’s Showtime 2012 Leeuwarden in wat zijn afscheid van het kickboksen zou moeten worden, tegen Gökhan Saki. Hari sloeg de Turk in de eerste ronde knock-out.
Drie maanden na zijn vaarwel aan het kickboksen maakte K-1 president Mike Kim bekend dat Hari zou vechten voor de Japanse organisatie. Een maand later stond Hari in Madrid tegenover de Braziliaan Anderson “Braddock” Silva. De Marokkaan won de partij op punten ondanks zijn tegenstander in de eerste ronde neerging.

### K-1 World Grand PrixZagreb2012 (2013)
Voor de K-1 World Grand Prix 2012 lootte Hari Zabit Samedov uit Azerbeidzjan. Hari was uit vorm omdat hij  wegens justitiële problemen slechts zes weken had kunnen trainen. Hij won uiteindelijk op punten, maar blesseerde zijn voet tijdens het gevecht waardoor hij aan het verdere verloop van het kampioenschap niet kon meedoen.
Twee maanden later stonden beide vechters weer tegenover elkaar. Dit was al de derde keer dat Hari het opnam tegen de Azerbeidzjaan. Een niet-volledig fit ogende Hari ging in de tweede neer na een klap op zijn kin. Ondanks dat hij niet zwaar aangeslagen leek, besloot Hari niet door te vechten en verloor zo de partij.

### 2013–2015
Na het faillissement van de grote K-1 in 2013 werden vechters gedwongen om op een lager niveau en voor kleine organisaties hun wedstrijden te vechten. Zo vocht Hari in november 2013 voor Legend Fighting Show een gevecht tegen oude bekende Alexey Ignashov. Hij won die partij op punten.
In 2014 nam Badr deel aan een viermanstoernooi voor de GFC in Dubai. Hij sloeg zijn oude rivalen Stefan Leko en Peter Graham zonder enige moeite knock-out en ging er vandoor met het prijzengeld van 1 miljoen VAE-Dirham.
Daarna sloeg hij in losse partijen Arnold Oborotov (oktober 2014) en Ismael Londt (augustus 2015) knock-out.

### Glory Collision I
Op 10 december 2016 vocht Hari tegen de Nederlandse Glory-wereldkampioen Rico Verhoeven in het Duitse Oberhausen. Na een pittige eerste ronde, waarin de neus van Verhoeven het moest ontgelden, staakte Hari in de tweede ronde het gevecht vanwege een blessure aan de elleboog.

### Glory 51: Rotterdam
In 2018 op Glory 51 stond Hari voor de tweede keer tegenover Hesdy Gerges. Hun eerste gevecht in 2010 werd in de tweede ronde gestopt nadat Hari Gerges in het gezicht trapte terwijl hij al op de grond lag. In deze ontmoeting werden de spelregels wel gerespecteerd en won Hari het gevecht op punten.
In april 2019 werd Hari voor 19 maanden geschorst na een positieve dopingtest. Volgens Glory is deze direct op 7 mei van 2018 ingegaan.

### Glory Collision II (rematch)
Op 21 december 2019 stonden Hari en Verhoeven wederom tegenover elkaar, ditmaal in de GelreDome. Het stadion was gevuld met ruim dertigduizend toeschouwers. Beide vechters gingen in de eerste ronde meteen in de aanval, en Hari sloeg Verhoeven tegen de grond. De tweede ronde ging meer gelijk op en was in punten voor Verhoeven. In de derde rond werkte Hari Verhoeven weer naar de grond, ditmaal met een hoge trap op het hoofd. Kort daarna gaf Hari een draaitrap, waarbij hij geblesseerd raakte en opgaf. Hari stond toen op punten voor. Na medisch onderzoek werd door het kamp Hari aangegeven dat hij zijn enkelband zou hebben gescheurd.

### Glory 76
Op 19 december 2020 kwam Hari uit tegen Benjamin Adegbuyi, een Roemeen en trainingspartner van wereldkampioen Rico Verhoeven, in Rotterdam Ahoy. In de aanloop naar de wedstrijd liet Hari zich denigrerend uit over zijn tegenstander. Hari zou "makkelijk geld gaan verdienen"; het moest een "walk in the park" worden. Hari ging Adegbuyi "afmaken" en vergeleek hem met sc Heerenveen terwijl hij zelf Real Madrid zou zijn. Het werkte averechts. Hari won de eerste twee rondes, maar in de derde ronde liep hij enkele harde stoten op, om vervolgens niet meer op te krabbelen. Met een bebloede en gebroken neus bleef hij gehurkt in zijn hoek achter, met een nederlaag via technische knock-out.

### Glory 78
Na herhaaldelijk uitstel kwam Hari op 4 september 2021 in Ahoy Rotterdam uit tegen de Pool Arkadiusz Wrzosek, de No. 8 op de Glory-ranglijst. Het werd een nederlaag; na een hoge trap ging Hari tegen de grond en was technisch knock-out. Hij was de match echter goed begonnen. Hari vloerde Wrzosek in de eerste ronde met een harde linkerleverstoot. Even later zakte de Pool opnieuw in elkaar na een tweede voltreffer. In de tweede ronde leek Hari het gevecht te gaan winnen, totdat Wrzosek hem vol tegen het hoofd trapte. Diverse media vroegen zich af of dit gevecht het einde van Hari's carrière was, nu hij al zes jaar niets meer had gewonnen.

### Glory 80
Op 19 maart 2022 stonden Wrzosek en Hari tijdens Glory 80 weer tegenover elkaar. Na de tweede ronde werd de wedstrijd gestaakt wegens vechtpartijen in het publiek. De uitslag is vastgesteld op gelijkspel.

### Glory Collision 4 en einde loopbaan
Op 8 oktober 2022 stond Hari tegenover Alistair Overeem, voor de derde maal, in de GelreDome. Hari won ronde 1 en 2, maar ging uiteindelijk twee keer neer in de laatste ronde en verloor op punten. Dit betekende voor Hari een periode van 7 jaar zonder winst, en na afloop van het gevecht gaf Hari een speech aan zijn fans waarin hij aangaf een punt achter zijn rijke carrière te zetten. Echter, ongeveer 5 maanden later bleek dat Overeem doping had gebruikt bij de wedstrijd. Daarop nam Glory hem zijn winst af en werd het gevecht als "No Contest" verklaard. Ook werd Overeem voor een jaar geschorst; werd hij uit de ranglijsten van Glory verwijderd en moest hij een deel van het prijzengeld terugstorten.

### Glory 88 en hervatting loopbaan
Op 10 februari 2023 kondigde Hari aan toch weer te gaan vechten. "Het leven gaf mij geen andere keuzes. Ik heb geen skills om een constructiewerker of elektricien te worden. Ik kan niet anders. Ik kan alleen vechten", aldus Hari in een video op Instagram. Op 9 september 2023 zou hij het bij Glory 88 in Parijs opnemen tegen James McSweeney, maar kort voor het gevecht trok Hari zich plotseling terug. Hij gaf als reden de aardbeving in Marokko, waarover die dag steeds ernstigere nieuwsberichten binnenkwamen. Veel fans waren teleurgesteld. Maar zowel Glory als Hari hebben veel Marokkaanse fans, en dat Hari op deze manier respect betuigde aan de slachtoffers kon ook op begrip rekenen.

### Glory 89
Op 7 oktober 2023 vocht hij in Burgas, Bulgarije in Glory 89 tegen Uku Jürjendahl uit Estland. Dit gevecht verloor Hari kansloos in de tweede ronde met een technische knockout, nadat hij vier maal acht tellen had gekregen.

## Titels
- K-1
  - 2007-2008 K-1 Heavyweight Champion
  - 2008 K-1 World Grand Prix runner-up
  - 2009 K-1 World Grand Prix runner-up
- It's Showtime
  - 2009-2010 It's Showtime Heavyweight Champion
- GLORY
  - 2019 Glory Highlight of the Year: Badr Hari vs. Rico Verhoeven (Glory Collision 2)
  - 2020 Fight of the Year vs. Benjamin Adegbuyi (Glory 76: Rotterdam)[34]
- GFC
  - 2014 Fight Series 1 Heavyweight Tournament Champion
- Amateur
  - 2002 WPKL Dutch Muay Thai Champion
  - 2002 The Eight Tournament Winner
  - 2003 M-1 Heavyweight Tournament runner-up

## Record
| Datum      | Uitslag | Tegenstander          | Evenement                                                              | Locatie                 | Wijze + opmerkingen                                                                 | Ronde | Tijd |
| 2023-10-07 | Verlies | Uku Jürjendal         | Glory 89: Burgas                                                       | Bulgarije               | Technische knock-out                                                                | 2     | 0:47 |
| 2022-10-08 | NC      | Alistair Overeem      | Glory Collision 4                                                      | Nederland               | Omgezet van verlies naar 'no contest' i.v.m. positieve dopingtest Overeem.          | 3     | 3:00 |
| 2022-03-19 | NC      | Arkadiusz Wrzosek     | Glory 80: Hasselt                                                      | België                  | Wedstrijd gestaakt vanwege vechtpartijen in het publiek                             | 2     | 3:00 |
| 2021-09-04 | Verlies | Arkadiusz Wrzosek     | Glory 78: Studio                                                       | Nederland               | Technische knock-out                                                                | 2     | 1:30 |
| 2020-12-19 | Verlies | Benjamin Adegbuyi     | Glory 76: Studio                                                       | Nederland               | Technische knock-out                                                                | 3     | 0:50 |
| 2019-12-21 | Verlies | Rico Verhoeven        | Glory: Collision 2                                                     | Arnhem, Nederland       | Technische knock-out (Enkel blessure)                                               | 3     | 1:00 |
| 2018-03-03 | NC      | Hesdy Gerges          | Glory 51: Rotterdam                                                    | Rotterdam, Nederland    | Omgezet van winst naar 'no contest' i.v.m. positieve dopingtest bij beide vechters. | 3     | 3:00 |
| 2016-12-10 | Verlies | Rico Verhoeven        | Glory: Collision                                                       | Oberhausen, Duitsland   | Technische knock-out (Arm blessure)                                                 | 2     | 1:22 |
| 2015-08-22 | Winst   | Ismael Londt          | Akhmat Fight Show                                                      | Grozny, Rusland         | Technische knock-out                                                                | 3     | 0:32 |
| 2014-10-16 | Winst   | Arnold Oborotov       | Global FC Fight Series 2                                               | Dubai, VAE              | Knock-out                                                                           | 1     | 2:06 |
| 2014-05-29 | Winst   | Peter Graham          | Global FC 3, Final                                                     | Dubai, VAE              | Technische knock-out; Hari wint hiermee het Global FC 3 Tournament Championship.    | 1     | 1:34 |
| 2014-05-29 | Winst   | Stefan Leko           | Global FC 3, Semi Finals                                               | Dubai, VAE              | Knock-out                                                                           | 1     | 1:38 |
| 2013-11-09 | Winst   | Alexey Ignashov       | Legend Fighting Show 2                                                 | Moskou, Rusland         | Beslissing (unaniem)                                                                | 3     | 3:00 |
| 2013-05-25 | Verlies | Zabit Samedov         | Legend Fighting Show 1                                                 | Moskou, Rusland         | Technische knock-out                                                                | 2     | 2:16 |
| 2013-03-15 | Winst   | Zabit Samedov         | K-1 World Grand Prix 2012 Final, Kwartfinale                           | Zagreb, Kroatië         | Beslissing (unaniem)                                                                | 3     | 3:00 |
| 2012-05-27 | Winst   | Anderson Silva        | K-1 World MAX 2012 World Championship Tournament Final 16, Super Fight | Madrid, Spanje          | Beslissing (unaniem)                                                                | 3     | 3:00 |
| 2012-01-28 | Winst   | Gökhan Saki           | It's Showtime 2012 in Leeuwarden                                       | Leeuwarden, Nederland   | Technische knock-out                                                                | 1     | 2:44 |
| 2011-05-14 | Winst   | Gregory Tony          | It's Showtime 2011 Lyon                                                | Lyon, Frankrijk         | Technische knock-out                                                                | 1     | 2:43 |
| 2010-05-29 | Verlies | Hesdy Gerges          | It's Showtime 2010 Amsterdam                                           | Amsterdam, Nederland    | Diskwalificatie; Hari verliest hiermee zijn "It's Showtime World Heavyweight-titel" | 2     | 0:48 |
| 2010-04-03 | Winst   | Alexey Ignashov       | K-1 World Grand Prix 2010 in Yokohama                                  | Yokohama, Japan         | Beslissing (unaniem)                                                                | 3     | 3:00 |
| 2010-02-13 | Winst   | Mourad Bouzidi        | It's Showtime 2010 Prague                                              | Praag, Tsjechië         | Knock-out; Hari prolongeert zijn It's Showtime World Heavyweight-titel              | 2     | 2:55 |
| 2009-12-05 | Verlies | Sem Schilt            | K-1 World Grand Prix 2009 Final, Finale                                | Yokohama, Japan         | Technische knock-out; Schilt won de K-1 World Grand Prix 2009-titel                 | 1     | 1:48 |
| 2009-12-05 | Winst   | Alistair Overeem      | K-1 World Grand Prix 2009 Final, Halve finale                          | Yokohama, Japan         | Technische knock-out                                                                | 1     | 2:14 |
| 2009-12-05 | Winst   | Ruslan Karaev         | K-1 World Grand Prix 2009 Final, Kwartfinale                           | Yokohama, Japan         | Knock-out                                                                           | 1     | 0:38 |
| 2009-09-26 | Winst   | Zabit Samedov         | K-1 World Grand Prix 2009, Final 16                                    | Seoel, Zuid-Korea       | Knock-out                                                                           | 1     | 2:15 |
| 2009-05-16 | Winst   | Sem Schilt            | It's Showtime 2009 Amsterdam                                           | Amsterdam, Nederland    | Knock-out; Hari wint de It's Showtime World Heavyweight-titel                       | 1     | 0:45 |
| 2009-02-08 | Winst   | Frédéric Sinistra     | Fights at the Border presents: It's Showtime 2009                      | Antwerpen, België       | Knock-out                                                                           | 1     | 2:06 |
| 2008-12-31 | Verlies | Alistair Overeem      | Dynamite!! 2008                                                        | Saitama, Japan          | Knock-out                                                                           | 1     | 2:02 |
| 2008-12-06 | Verlies | Remy Bonjasky         | K-1 World GP 2008 Final, Finale                                        | Yokohama, Japan         | Diskwalificatie; hierdoor won Bonjasky de K-1 World Grand Prix 2008-titel           | 2     | 0:53 |
| 2008-12-06 | Winst   | Errol Zimmerman       | K-1 World GP 2008 Final, Halve finale                                  | Yokohama, Japan         | Knock-out                                                                           | 3     | 2:15 |
| 2008-12-06 | Winst   | Peter Aerts           | K-1 World GP 2008 Final, Kwartfinale                                   | Yokohama, Japan         | Technische knock-out                                                                | 2     | 1:39 |
| 2008-09-27 | Winst   | Hong-man Choi         | K-1 World Grand Prix 2008 in Seoul, Final 16                           | Seoel, Zuid-Korea       | Technische knock-out                                                                | 4     | 0:00 |
| 2008-08-09 | Winst   | Domagoj Ostojic       | K-1 World GP 2008 in Hawaï                                             | Honolulu, Hawaï, VS     | Knock-out                                                                           | 1     | 0:19 |
| 2008-06-29 | Winst   | Glaube Feitosa        | K-1 World GP 2008 in Fukuoka                                           | Fukuoka, Japan          | Knock-out; Hari prolongeert zijn K-1 Heavyweight (−100 kg) titel                    | 1     | 2:26 |
| 2008-04-13 | Winst   | Ray Sefo              | K-1 World GP 2008 in Yokohama                                          | Yokohama, Japan         | Technische knock-out                                                                | 1     | 2:43 |
| 2007-12-08 | Verlies | Remy Bonjasky         | K-1 World GP 2007 Final, Kwartfinale                                   | Yokohama, Japan         | Beslissing (meerderheid)                                                            | 3     | 3:00 |
| 2007-09-29 | Winst   | Doug Viney            | K-1 World GP 2007 in Seoul, Final 16                                   | Seoel, Zuid-Korea       | Knock-out                                                                           | 2     | 1:23 |
| 2007-08-05 | Winst   | Peter Graham          | K-1 World GP 2007 in Hong Kong                                         | Hongkong                | Beslissing (unaniem)                                                                | 3     | 3:00 |
| 2007-04-28 | Winst   | Yusuke Fujimoto       | K-1 World GP 2007 in Hawaï                                             | Honolulu, Hawaï, VS     | Knock-out; Hari wint de K-1 Heavyweight (−100 kg) titel                             | 1     | 0:56 |
| 2007-03-04 | Winst   | Ruslan Karaev         | K-1 World GP 2007 in Yokohama                                          | Yokohama, Japan         | Knock-out                                                                           | 2     | 2:46 |
| 2006-12-31 | Winst   | Nicholas Pettas       | K-1 Premium 2006 Dynamite!!                                            | Tokio, Japan            | Technische knock-out                                                                | 2     | 1:28 |
| 2006-12-06 | Winst   | Paul Slowinski        | K-1 World Grand Prix 2006, Reservepartij                               | Tokio, Japan            | Beslissing (unaniem)                                                                | 3     | 3:00 |
| 2006-09-30 | Verlies | Ruslan Karaev         | K-1 World Grand Prix 2006 in Osaka, Final 16                           | Osaka, Japan            | Knock-out                                                                           | 1     | 0:52 |
| 2006-03-05 | Verlies | Peter Graham          | K-1 World Grand Prix 2006 in Auckland                                  | Auckland, Nieuw-Zeeland | Knock-out                                                                           | 3     | 2:54 |
| 2005-11-19 | Winst   | Stefan Leko           | K-1 World Grand Prix 2005, Reservepartij                               | Tokio, Japan            | Knock-out                                                                           | 2     | 1:30 |
| 2005-06-12 | Verlies | Stefan Leko           | It's Showtime 2005 Amsterdam                                           | Amsterdam, Nederland    | Knock-out                                                                           | 1     | 1:44 |
| 2005-04-16 | Winst   | Vitali Akhramenko     | K-1 Italy 2005 Oktagon                                                 | Milaan, Italië          | Beslissing (unaniem)                                                                | 3     | 3:00 |
| 2005-03-11 | Winst   | Domagoj Ostojic       | Ultimate Nokaut 1                                                      | Karlovac, Kroatië       | Knock-out                                                                           | 2     | 0:10 |
| 2004-12-12 | Winst   | Gary Turner           | Rings Fightgala "Born Invincible"                                      | Utrecht, Nederland      | Beslissing (unaniem)                                                                | 5     | 3:00 |
| 2004-10-10 | Winst   | Gökhan Saki           | 2 Hot 2 Handle                                                         | Rotterdam, Nederland    | Technische knock-out                                                                | 2     | 3:00 |
| 2004-05-20 | Winst   | Aziz Khattou          | It's Showtime 2004 Amsterdam                                           | Amsterdam, Nederland    | Knock-out                                                                           | 2     | 1:45 |
| 2004-03-21 | Winst   | Errol Parris          | Profighters Gala in Almere                                             | Almere, Nederland       | Knock-out                                                                           | 5     |      |
| 2003-09-27 | Winst   | Antoni Hardonk        | Rings Fightgala                                                        | Utrecht, Nederland      | Beslissing (unaniem)                                                                | 5     | 3:00 |
| 2003-06-08 | Verlies | Alexey Ignashov       | It's Showtime 2003 Amsterdam                                           | Amsterdam, Nederland    | Knock-out                                                                           | 3     | 2:55 |
| 2003-03-30 | Winst   | Dennis Strijbis       | Rings Fightgala                                                        | Utrecht, Nederland      | Beslissing (unaniem)                                                                | 5     | 3:00 |
| 2003-05-16 | Verlies | Ivan Rudan            | M-1 (First World Selection)                                            | Mestre, Italië          | Teruggetrokken van wegens blessure                                                  | N/A   | N/A  |
| 2003-05-16 | Winst   | Mindaugas Kulikauskas | M-1 (First World Selection)                                            | Mestre, Italië          | Knock-out                                                                           | 2     | N/A  |
| 2003-02-02 | Winst   | Ahmet Lakus           | Killerdome II                                                          | Amsterdam, Nederland    | Technische knock-out                                                                | 4     |      |
| 2002-12-14 | Winst   | Mutlu Karabulut       | The Eight Men Tournament Final                                         | Amsterdam, Nederland    | Knock-out; Hari wint de Eight Men Tournament                                        | 2     |      |
| 2002-12-14 | Winst   | Makhloufi             | The Eight Men Tournament Semi-final                                    | Amsterdam, Nederland    | Knock-out                                                                           | 1     | N/A  |
| 2002-12-14 | Winst   | Ed Schaper            | The Eight Men Tournament Quarter-final                                 | Amsterdam, Nederland    | Knock-out                                                                           | 1     | N/A  |
| 2002-11-24 | Winst   | Karim Mrabet          | Xena Sports Victory or Hell                                            | Nederland               | Beslissing                                                                          | 3     | 3:00 |
| 2002-10-20 | Winst   | Ahmet Lakus           | Warriors Fight Night                                                   | Dordrecht, Nederland    | Technische knock-out                                                                | 5     |      |
| 2002-02-17 | Winst   | Willy Schneider       | WPKL Gala in Hogendorphal                                              | Amsterdam, Nederland    | Technische knock-out; Hari wordt Nederlands kampioen Muay Thai                      | 3     |      |